# Стационе Кавецо Вилафранка (Модена)
Стационе Кавецо Вилафранка је насеље у Италији у округу Модена, региону Емилија-Ромања.
Према процени из 2011. у насељу је живело 18 становника. Насеље се налази на надморској висини од 25 м.